# روشباخ
روشباخ (به آلمانی: Roschbach) یک شهر در آلمان است که در زودلیشه واینشتراسه واقع شده‌است. روشباخ ۸۱۰ نفر جمعیت دارد.